# Casa de Sever Pila
La Casa de Sever Pila és una obra de Sant Cugat del Vallès (Vallès Occidental) protegida com a Bé Cultural d'Interès Local.

## Descripció
Es tracta d'una casa de planta i dos pisos amb les obertures distribuïdes de la següent manera: a la planta baixa trobem la porta i una finestra, al primer pis una finestra cega i un balcó, al segon pis hi ha dues finestres de mida molt més petita. Totes les obertures estan emmarcades per una franja que sobresurt respecte de la façana. Una motllura separa els diferents pisos. L'immoble està coronat amb un per un ràfec motllurat i una balustrada de peces de ceràmica de la Terrisseria Arpí.

## Història
Sever Pila Vilaró el 2 de febrer de 1896 sol·licita a l'Ajuntament permís per a reforma aquesta casa.